# Pro Recco Rugby
Maillots
Actualités
Dernière mise à jour : 18 mai 2015.
Le Pro Recco Rugby est un club italien de rugby à XV basé à Recco et évolue actuellement en Série A.

## Personnalités du club

### Effectif 2014-2015
| Avants - Enrico Cafaro - Alessio Casareto - Diego Galli - Roberto Tenga - Mirko Rapone - Salvatore Sciacchitano - Davide Noto - Christian Torres - Filippo Bedocchi - Mattia Vallarino - Alessandro Maggi - Marco Giorgi - Besmir Metaliaj - Matteo Orlandi Arrigoni - Giacomo Rosa - Kevin Cacciagrano - Alessandro Salsi | Arrières - Andrea D'Agostini - Lissandro Villagra - Bastien Agniel - Lucas Tagliavini - Christhian Becerra - Diego Bisso - Andrea Breda - Guglielmo Torchia - Sebastiano Bertagnon - Royne Correoso - Jacopo Tassara - Francesco Cinquemani - S. Gonzalez Quaranta - Alberto Neri |